# Список гір Аргентини
Це неповний перелік найвищих і найважливіших гір на території Аргентини. 
Гори Аргентини
- Аконкагуа (Мендоса) 6,962 м 
  - Серро-Ель-Пломо 6,070 м
- Охос-дель-Саладо (Катамарка) 6,893 м 
  - Невадо-Трес-Крусес 6,748 м
  - Серро-Ель-Муерто 6,488 м
  - Серро-Ель-Кондор 6,414 м
  - Волкан-де-лос-Патос 6,239 м
  - Сьєрра-Невада[en]  6,127 м
  - Невадо-Сан-Франсіско 6,018 м
- Монте-Піссіс (Ла-Ріоха) 6,795 м
- Серро-Бонете (Ла-Ріоха) 6,759 м
- Льюльяйльяко (Сальта) 6,723 м 
  - Сокомпа 6,051 м
- Мерседаріо (Сан-Хуан) 6,720 м 
  - Серро Рамада[en]  6,384 м
- Інкауасі (Катамарка) 6,621 м
- Тупунґато (Мендоса) 6,570 м
- Антофалья (Сальта) 6,440 м 
  - Серро Соло[en]  6,205 м
- Мармолехо 6,108 м
- Аракар 6,095 м
- Серро-Галан (Катамарка) 5,920 м